# هلال سيق
نادي هلال سيق هو ناد جزائري لكرة القدم يقع في سيق في الجزائر. تأسس النادي عام 1926. يعتبر واحد من اعرق النوادي الجزائرية والعربية والذي كان مسيطر على البطولة الوطنية الدرجة الثانية بالطول والعرض في حقبة ما بين السبعينيات والتسعينات ويلعب حاليًا في الرابطة الوطنية لكرة القدم للهواة.

## تاريخ

### الهلال قبل الاستقلال
يعود تأسيس الهلال إلى سنة 1926 والهلال مثل أغلب النوادي الجزائرية التي تأسست في بداية القرن الـ19 كان هدفها الأسمى محاربة الاستعمار وذلك بإسماع صوتها للخارج لكن الاستعمار الفرنسي حاول بشتى الطرق القضاء على هذا النادي مما جعل مؤسسي الفريق يبحثون عن فريق يندمجون في صفوفه وقد تم ذلك حيث اندمج فريق هلال سيق مع فريق آخر لسيق.

### مسيرة نادي هلال سيق
لنادي هلال سيق تاريخ كبير حيث أنه من أقدم الأندية في الجزائر لا تزال نشطة، وقدم النادي دوما خاصة خلال السنوات الذهبية أي عشرية السبعينات، الثمانينات والتسعينات حيث وصل النادي إلى القسم الوطني الثاني في وقت مبكر وكان كل موسم يلعب ورقة الصعود إلى القسم الأول لكن ينتهي مصيره بالمؤامرات كما يحدث اليوم وتسلب منه البطولة، اليوم يلعب هذا النادي الذي كان يحسب له ألف حساب في القسم الوطني الثاني للهواة (غرب). لعب في الفريق لاعبون من أمريكا اللاتينية وخاصة من البرازيل مثل بيدرو، فييرا وأسماء كبيرة في كرة القدم الجزائرية وحتى في أفريقيا، مثل ميلود هدفي، حبيب بن قادة، ميلود بن حليمة، ودربه عدة مدربين كبار مثل علي فرقاني، دريد نصرالدين، مشري عبد الله...إلى آخره

## المنشئات والمرافق الرياضية

### هو ملعبكرة قدميقع فيمدينة سيقولاية معسكر، تم تدشينه يوم19 جوان2022، يتسع هذا الملعب لـ 30,000مناصر وشهد هدا المركب الرياضي على احداث عالمية حيث إستضافة ألعاب البحر الأبيض المتوسط وهران سنة 2021، وأيظا شهد تنضيم ضورة كأس العرب في صيف 2022
هذا الملعب يحتوي على عدة مرافق:
- قاعة متعددة الرياضات (بسعة 500 متفرج)
- ثلاثة مسابح أحدها مسبح أولمبي.
- مضمار سباق لألعاب القوى داخل الملعب الرئيسي